# Eetu Nousiainen
Pour les articles homonymes, voir Nousiainen (homonymie).
Eetu Nousiainen est un sauteur à ski finlandais, né le 29 avril 1997 à Kuopio.

## Biographie
Membre du Puijo Ski Club, il fait ses débuts dans des compétitions de la FIS en 2014 dans sa ville natale de Kuopio. En 2015, il prend part aux Championnats du monde junior à Almaty et démarre dans la Coupe continentale. En janvier 2017, Nousiainen gagne son premier concours dans la Coupe FIS à Eau Claire, puis il est sélectionné pour sa première épreuve de Coupe du monde deux mois plus tard sur la Tournée Raw Air, en plade de Janne Ahonen. Il entre dans les points (trente premiers) en Coupe du monde lors de l'hiver 2017-2018 sur le concours de Titisee-Neustadt, avec sa 25e place.
En 2018, il fait ses débuts aux Jeux olympiques à Pyeongchang, où il est 49e sur le petit tremplin pour sa seule épreuve. En 2019, il prend part aux Championnats du monde à Seefeld.
En décembre 2020, il signe son premier podium dans la Coupe continentale à Ruka.
Au niveau national, il remporte son premier titre au championnat hivernal en 2017.

## Palmarès

### Jeux olympiques
| Épreuve / Édition | Pyeongchang 2018 |
| Petit tremplin    | 49e              |
| Grand tremplin    | -                |
| Par équipes       | -                |

### Championnats du monde
| Épreuve / Édition | Seefeld 2019 | Oberstdorf 2021 |
| Petit tremplin    | 42e          | 50e             |
| Grand tremplin    | 48e          | 38e             |
| Par équipes       | 10e          | 9e              |
| Par équipes mixte | -            | 9e              |

### Championnats du monde de vol à ski
| Épreuve / Édition | Oberstdorf 2018 | Planica 2020 | Vikersund 2022 |
| Individuel        | 35e             | 36e          | 26e            |
| Par équipes       | 8e              | 7e           |                |

### Coupe du monde
- Meilleur classement général : 40e en 2022.
- Meilleur résultat individuel : 8e.

#### Classements généraux annuels
| Année     | Rang |
| 2017-2018 | 66e  |
| 2018-2019 | 67e  |
| 2021-2022 | 40e  |
| 2022-2023 | 62e  |

### Coupe continentale
- 1 podium.